# Frechilla
Frechilla è un comune spagnolo di 250 abitanti situato nella comunità autonoma di Castiglia e León.